# توغيه
توغيه بلدة ومحافظة فرعية تقع في وسط غينيا. وهي عاصمة محافظة توغيه. في عام 2008، قُدر عدد سكانها بـ 3745 نسمة.

## الاقتصاد
توجد رواسب من البوكسيت بالقرب من هذه المدينة. الزراعة مهمة أيضًا، وتتضمن زراعة البصل.